# 코카서스의 죄수
《코카서스의 죄수》(Kavkazskij Plennik, The Caucasus Prisoner)는 카자흐스탄에서 제작된 세르게이 보드로프 감독의 1996년 드라마, 전쟁 영화이다. 알렉 멘쉬코브 등이 주연으로 출연하였고 세르게이 보드로프 등이 제작에 참여하였다.

## 출연

### 주연
- 알렉 멘쉬코브
- 세르게이 보드로프 주니어

### 조연
- 알렉세이 자르코프
- 파블 레베쉐브